# ジチアノン
ジチアノン (Dithianon) は、キノン、ニトリル、含イオウ複素環式化合物に属する化合物である。1962年にMerck KGaAから、葉の殺菌剤として導入された。

## 調製
ジチアノンの合成は、第1ステップとして二硫化炭素とシアン化ナトリウムの反応でシアノジチオギ酸ナトリウムが生成することに基づく。それがイオウ脱離・2量化して中間体の1,2-ジシアノ-1,2-ジメルカプトエテン二ナトリウム塩になる。次に、これは2,3-ジクロロ-1,4-ナフトキノン (Dichlone) と反応して、目的化合物を生成する。

## 性質
ジチアノンは、褐色の結晶で水に溶けにくい。加熱すると沸点に達する前に分解する。結晶については4つの結晶形が知られていて特徴付けられている。

## 使用
ジチアノンは、広範囲の殺菌剤として使用される (例えば、ナシ状果のコーヒーさび病、かさぶた (植物病害)、またはホップのべと病に対して)。"Aktuan"、"Delan"、Dithianon、"AgroThianon"の商品名で販売されている。 

## 規制
ドイツ、オーストリア、スイスを含む多くのEU諸国では、この有効成分を含む植物保護製品が承認されている。

## 証明
ジチアノンは、直流-ポーラログラフィーまたは分光法によって検出できる。 